# Éperon des Abruzzes
L’éperon des Abruzzes (en italien : Sperone degli Abruzzi) est une voie sur le versant pakistanais du K2 qui suit la crête sud-est. Il doit son nom à l'alpiniste italien Louis-Amédée de Savoie, duc des Abruzzes qui la découvre en 1909 pendant l'une des premières expéditions au K2.

## Histoire
Cette voie est utilisée lors de la première ascension du K2 par les alpinistes italiens Achille Compagnoni et Lino Lacedelli pendant l'expédition de 1954, conduite par Ardito Desio.
Il s'agit de la voie la plus empruntée pour réaliser l'ascension de cette montagne et elle est considérée pratiquement comme la voie normale. Elle présente néanmoins des difficultés importantes (elle est raide quasiment du début à la fin de la voie et présente des emplacements de bivouaque très exposés et inconfortables) , si bien que d'autres voies — considérées comme moins exigeantes — lui sont préférées.

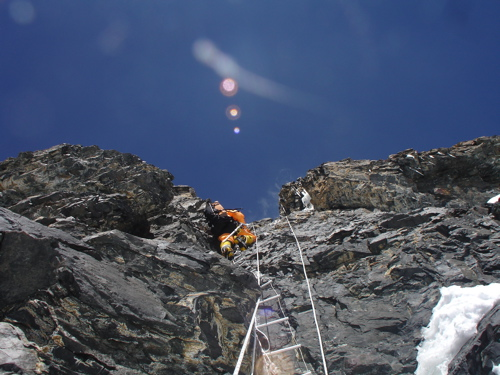
L'éperon des Abruzzes.
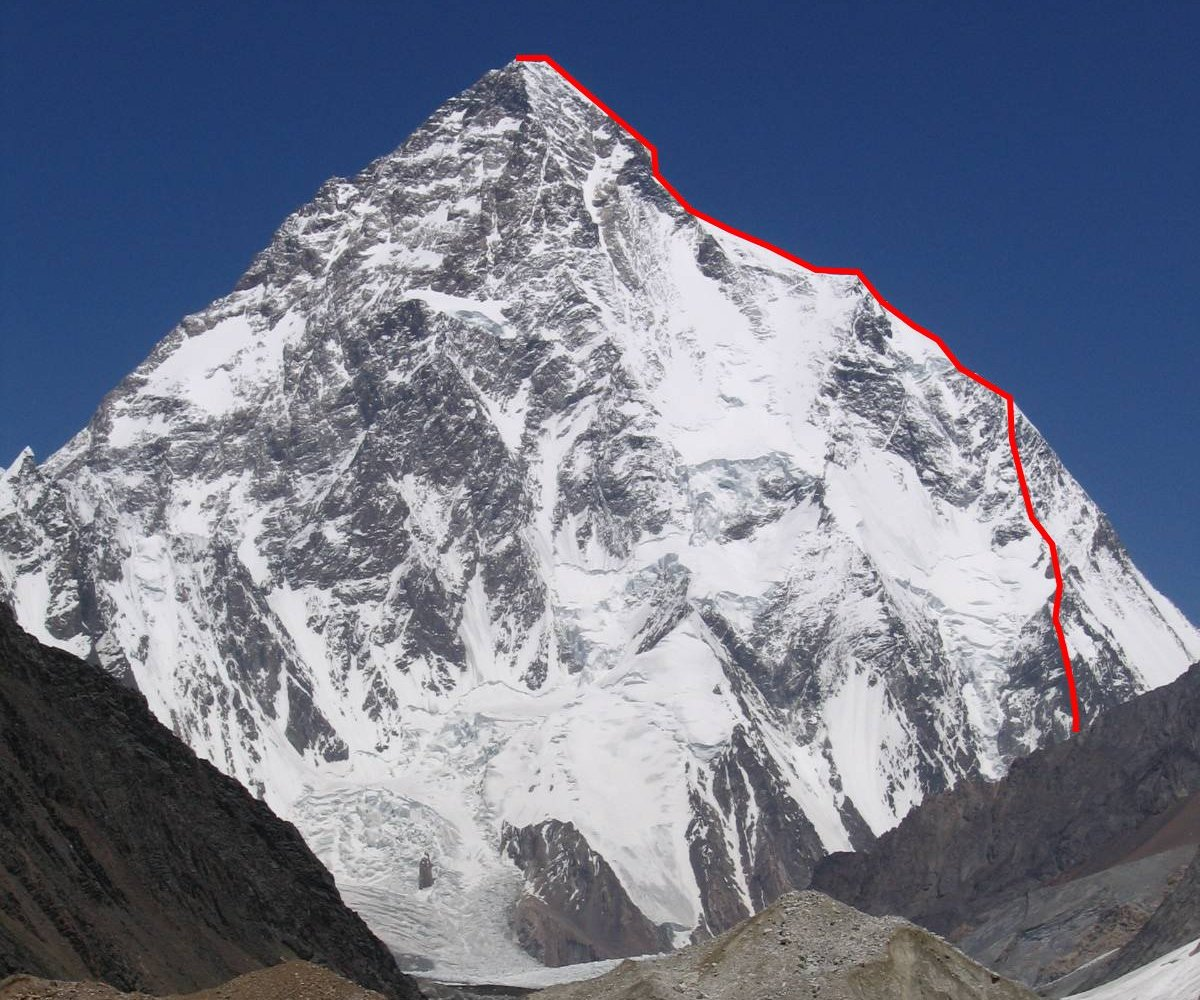
L'éperon des Abruzzes ou crête sud-est sur le versant pakistanais de la montagne.
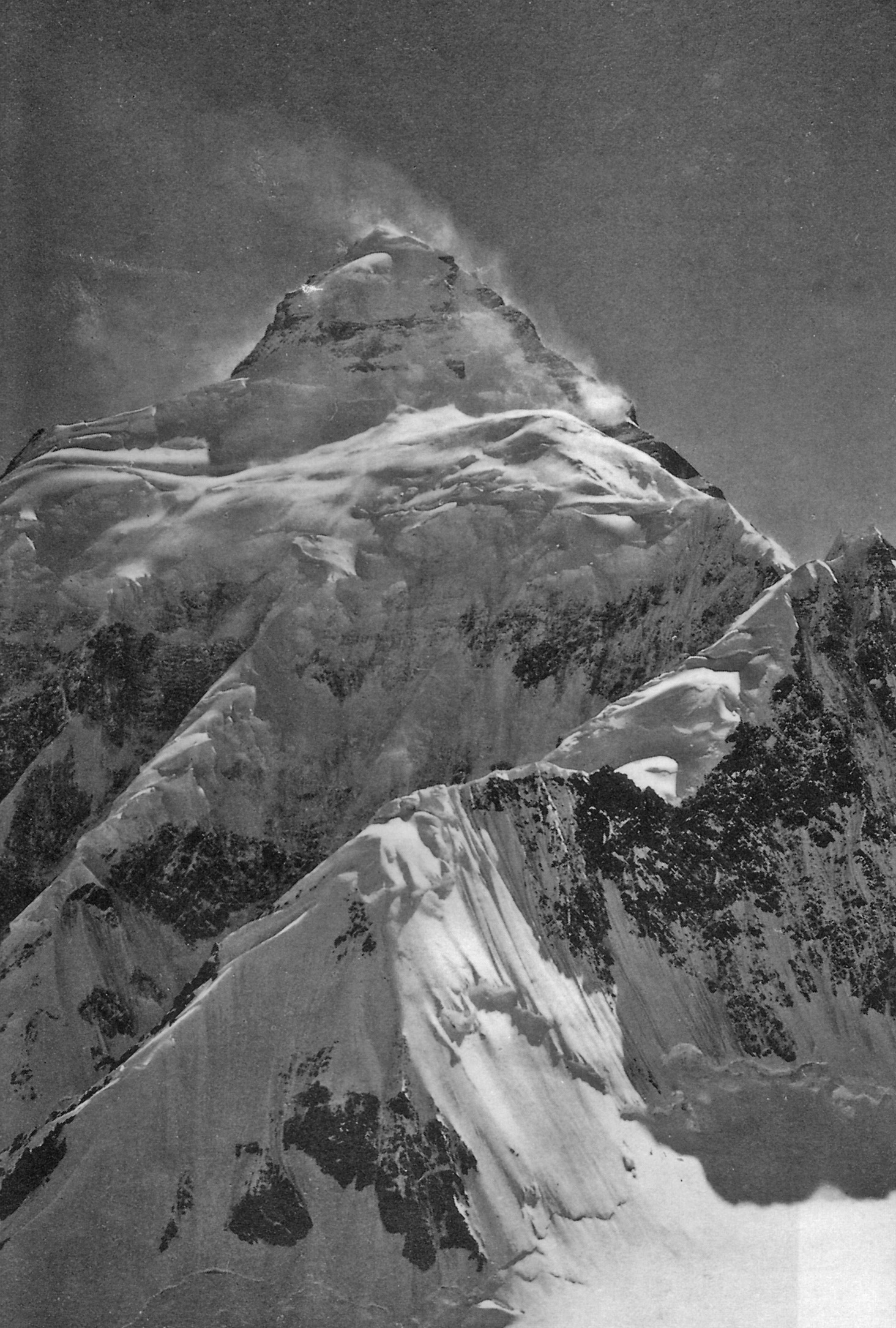
Vue du K2 depuis l'est. Photographie du duc des Abruzzes pendant l'expédition italienne de 1909.